# Loefflerella chilensis
Loefflerella chilensis is een eenoogkreeftjessoort uit de familie van de Canthocamptidae. De wetenschappelijke naam van de soort is voor het eerst geldig gepubliceerd in 1966 door Löffler.